# Frankfurter Büro Center

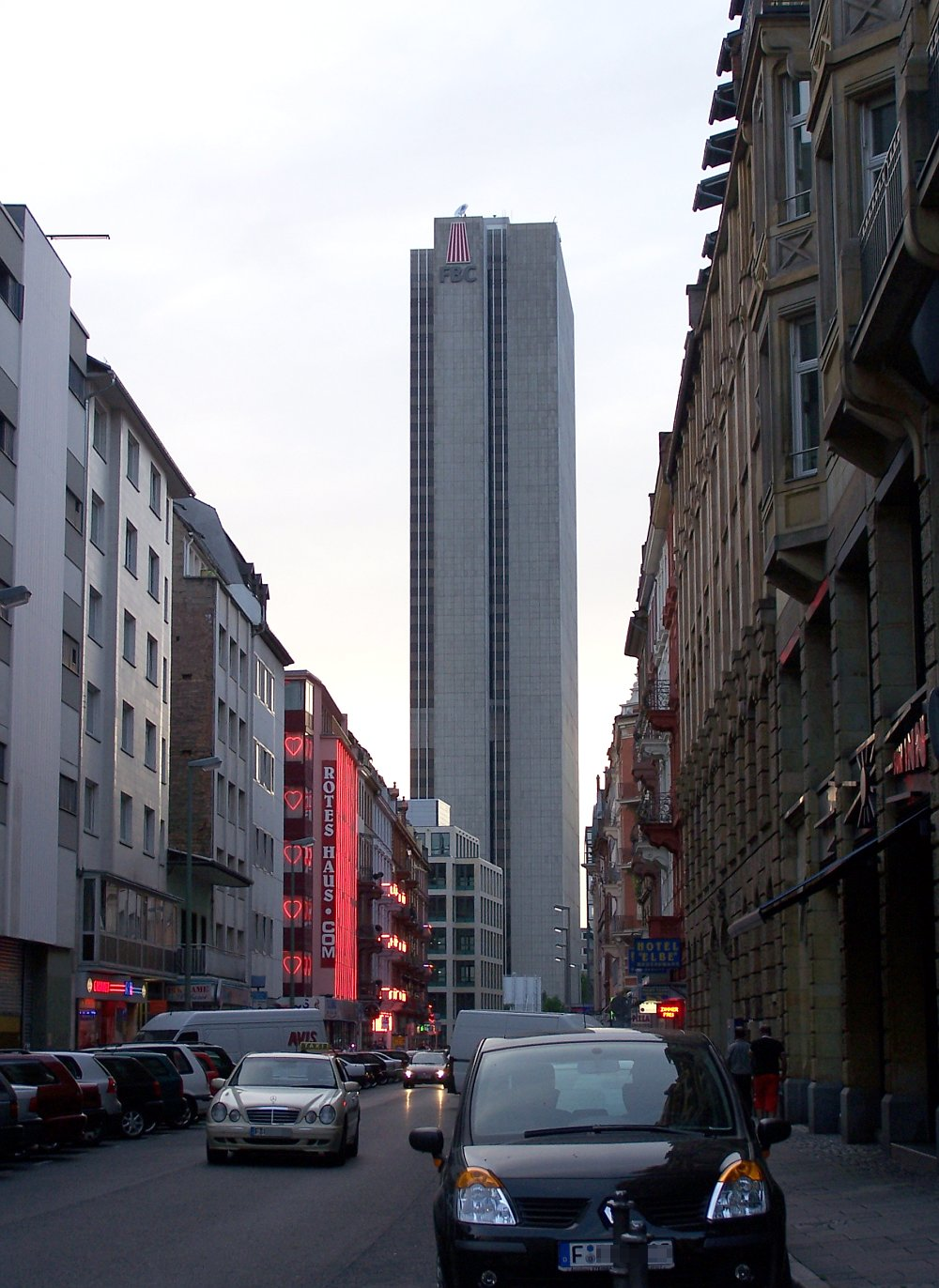
vu de l'Elbestraße

Le Frankfurter Büro Center ou FBC est un gratte-ciel de 142 m situé dans le quartier d'affaires de Francfort-sur-le-Main, en Allemagne. Il se trouve au milieu d'un ensemble de 5 gratte-ciel, à l'est du Westendtower et à l'ouest de la Tour Trianon.
Le bâtiment a été construit en 1975 par l'architecte Richard Heil. Après quelques modifications, la superficie totale de ses bureaux atteignait 52 000 m². Le bâtiment comporte depuis cette date 40 étages et 2 sous-sols.
Une sculpture de l'artiste Claus Bury a été édifiée devant le gratte-ciel en 1997.